# Michal Vorel
Michal Vorel (* 27. června 1975) je bývalý český fotbalový brankář.
Začínal v pražské Dukle. První ligu chytal v Blšanech, ostravském Baníku a Opavě. Sezonu 2000/2001 chytal v prvoligových klubech na Slovensku – v Senci a Púchově. Poté se vrátil do Sparty Krč. Odtud přestoupil do Jihlavy, které pomohl k postupu do 1. ligy. Zde si ho všimla Slavie, do které přestoupil v lednu 2006 a stal se jedničkou týmu. V sezóně 2007/2008 postoupil se Slavií do Ligy mistrů, kde odchytal jeden zápas – na Strahově proti Arsenalu a vychytal čisté konto. V sezonách 2007/2008 a 2008/2009 získal se Slavií mistrovský titul. Na jaře 2009 odešel na hostování do Dukly a v létě se pak dohodl na přestupu do Mladé Boleslavi, kde odchytal 7 zápasů a v zimě 2011 odešel na hostování do FK Ústí nad Labem. Po skončení profesionální kariéry hrál v roce 2012 za divizní tým 1. FK Nová Paka.